# Divertissement (Milhaud)
Pour les articles homonymes, voir divertissement (homonymie).
Le Divertissement op. 299b pour quintette à vent est une composition de Darius Milhaud composée en 1958 d'après la musique op. 299 du court métrage Paul Gauguin réalisé par Alain Resnais (1950).
Parmi les différentes périodes du compositeur, cette pièce est de celles qui « traduisent plutôt, en l'accentuant, la sérénité méditerranéenne du compositeur, qui s'était manifestée tout au long de sa vie. »

## Structure
La pièce, d'une durée moyenne d'exécution de onze minutes et trente secondes environ, se compose de trois mouvements :
1. Balancé ;
2. Dramatique ;
3. Joyeux.

Le premier des trois mouvements commence par une mélodie typique et sans fioritures à la flûte, dans de nouveaux territoires de tonalité. Le mouvement central, mal tempéré, n'est que brièvement interrompu par une musique de repos calme, semblable à celle d'un chœur, avant de revenir à des rythmes en dents de scie et à un do sur 5 octaves à la fin. Le dernier mouvement revient à l'humeur du premier et tous les instruments s'unissent puis s'élancent vers le final qui se termine par un accord triomphant.
Pour Paul Collaer, le Divertissement, « léger, agréable, rejoint en dépit de son mouvement dramatique central, l'esprit des divertissements de Haydn et de Mozart ».
La partition est publiée en 1958 aux éditions Heugel.

## Discographie sélective
- Divertissement en trois parties pour quintette à vent. Interprètes : Ensemble instrumental à vent de Paris avec Jacques Castagner, Robert Casier, André Boutard, Michel Bergès, Gérard Faisandier (microsillon, 1961)[4]